# Madagaskar-Ringel-Schildechse
Die Madagaskar-Ringel-Schildechse (Zonosaurus madagascariensis) ist eine auf Madagaskar vorkommende Schildechsen-Art. Als Kulturfolger ist sie fast auf der ganzen Insel Madagaskar verbreitet, wobei hier ihr Ursprungsgebiet nicht mehr nachvollziehbar ist. Vom Mensch verbreitet, kommt sie auch auf einigen Seychellen-Inseln vor. Die Art gilt als nicht gefährdet.
Erstmals wissenschaftlich beschrieben wurde die Art im Jahr 1831 von John Edward Gray, als Cicigna madagascariensis.
Dieses Typusexemplar wird aber jetzt der Art Zonosaurus ornatus zugeschrieben, somit wurde Zonosaurus madagascariensis erst später als Zonosaurus madagascariensis madagascariensis (Gray 1845) beschrieben.
Seit 1985 unterteilt man die Art in zwei Unterarten, Zonosaurus madagascariensis madagascariensis (Madagaskar, Seychellen) und Zonosaurus madagascariensis insulanus (Glorioso- und Cosmoledo-Insel).
Die Tiere werden bis zu 35 cm lang. Der Schwanz kann an vorgegebenen Sollbruchstellen abgeworfen werden, wächst aber nicht mehr nach. Madagaskar-Ringel-Schildechsen pflanzen sich ovipar fort und legen dabei rund dreißig Eier ab.
Sie sind tagaktive Bodenbewohner, die aber gelegentlich auch auf Steine und Baumstümpfe klettern. Da sie Insektenjäger sind, ist ihr Lebensraum nicht stark begrenzt. So kommen sie vom Regenwald bis in offene und trockene Landschaften vor. Sie sind wärmeliebend und benötigen Umgebungstemperaturen von 25 bis 35 °C. Nachts vergraben sich in selbst gegrabene Erdhöhlen, um die Temperatur von 23 °C nicht zu unterschreiten. Sie benötigen eine relativ hohe Luftfeuchtigkeit von durchschnittlich 80 %.